# 小書きヱ
𛅑（小書きのゑ）、𛅥（小書きのヱ）は、仮名のひとつである。合拗音の表記に使われることがある。

## 𛅑、𛅥に関わる諸事項
- 2019年3月にUnicode 12.0に収録された[1]。

- この文字がUnicodeに収録される典拠となった用例と文献は以下の通りである[2]。
  - 「く𛅑んぞく」 …… 上田万年, 松井簡治 共著『大日本国語辞典』卷二, 冨山房 (1941), p.424
  - 「グ𛅥ツ」 …… 諸橋轍次, 鎌田正, 米山寅太郎 共著『広漢和辞典』, 大修館書店
  - 「ク𛅥ンジャウ」 …… 広辞苑 第4版 p.781[3]

- 台湾客家語における広東語仮名では、[kʷet̚]の発音を表記する際にこの文字を用いて「ク𛅥ッ」のように表記する。

## 現代における使用例
- ダイジェット工業 - 商号中に「小書きヱ」を含む
- 日本サルヴェージ - 同上